# Cordell Cato
Cordell Cato (* 15. Juli 1992 in Carenage) ist ein trinidianischer Fußballspieler, der meist als Mittelfeldspieler eingesetzt wird.

## Karriere

### Verein
Cato begann seine Fußballkarriere in den Jugendmannschaften von Defence Force FC. Nach fünf Jahren in der Jugend wechselte er zum Ligakonkurrenten San Juan Jabloteh und absolvierte dort sein Profidebüt. Nach zwei Spielzeiten wechselte er zurück zu seinem Jugendverein Defence Force, mit welchem er im Jahr seiner Rückkehr Meister in der TT Pro League wurde.
Am 17. Januar 2012 wurde bekannt, dass er einen Profivertrag in der MLS bei den Seattle Sounders erhalten habe.
Zur Saison 2013 wechselte er zu den San José Earthquakes. 2018 spielte er beim US-Verein Charlotte Independence, 2019 wechselte er zu Oklahoma City Energy. Seit 2020 wird er als vereinslos geführt.

### Nationalmannschaft
Cato war Teil des Kaders für die CONCACAF U-20-Meisterschaft 2011 in Guatemala. Am 8. Oktober absolvierte er sein Debüt in der A-Nationalmannschaft bei einem 6:1-Sieg gegen die Dominikanische Republik.

## Privates
Cato ist mit der Fußballspielerin Jonelle Warrick liiert.